# Montana Sacra – Der heilige Berg
Montana Sacra – Der Heilige Berg (engl. Originaltitel: The Holy Mountain; span. Originaltitel: La Montaña sagrada; Alternativtitel: The Sacred Mountain) ist ein Film des chilenischen Regisseurs, Schauspielers und Autors Alejandro Jodorowsky aus dem Jahr 1973.

## Inhalt
Der Film handelt von einem namenlosen Dieb, der in einer von Gewalt und Pervertierung der Religion geprägten Welt lebt. Einige als römische Legionäre verkleidete Männer, die vom Verkauf von Devotionalien leben, machen ihn betrunken, um anschließend einen Abguss seines Körpers anzufertigen, den sie nutzen, um lebensgroße Figuren des gekreuzigten Christus herzustellen. Als der Dieb erwacht und merkt, was mit ihm gemacht wurde, gerät er in Zorn und zerstört alle Figuren. Lediglich eine lässt er unversehrt und irrt mit ihr durch die Stadt. Er versucht sie in einer verfallenen Kirche aufzustellen, doch der Priester will davon nichts wissen. Lediglich eine Prostituierte wird durch das vergebliche Bemühen des Diebes beeindruckt und sie verliebt sich in ihn.
Der Dieb gibt sein Vorhaben auf und gelangt zu einem geheimnisvollen hohen Turm, der von einem Alchemisten bewohnt wird. Mittels eines Seiles lässt er der versammelten Menge einige Stücke Gold herunter. Davon angelockt, hängt der Dieb sich an das Seil und erklimmt den Turm. Dort begegnet er dem Alchemisten, den er zunächst angreift; dann aber ist er bereit, von ihm zu lernen. Der Alchemist demonstriert zunächst seine Fähigkeiten, indem er die Exkremente des Diebes in Gold verwandelt. Auch den Dieb will er im geistigen Sinne verwandeln und so beginnt ein mystisches Initiationsritual.
Nach dessen Beendigung werden ihm sieben zukünftige Gefährten vorgestellt, die auch alle Diebe waren, allerdings auf einer sehr viel höheren Ebene. Fon verdient sein Geld mit der Sucht der Menschen nach Schönheit und Erotik. Isla ist Waffenproduzentin. Klen produziert Kunst als kurzlebige Massenware. Sel stellt Spielzeuge her, die Kinder auf zukünftige Kriege vorbereiten. Axon befehligt eine Armee und sichert sich die Loyalität seiner Untergebenen durch Kastration. Berg ist ein Finanzminister, der den Staatshaushalt durch Massentötungen sanieren will. Lut ist ein Architekt, der persönlichen Wohnraum auf eine bloße Schlafgelegenheit reduzieren will.
Nun enthüllt der Alchemist der Gruppe den Zweck ihrer Zusammenkunft: Er will sich mit ihnen auf die Suche nach dem Heiligen Berg machen, auf dessen Gipfel neun Weise thronen sollen, die das Geheimnis der Unsterblichkeit besitzen. Um aber in Besitz dieses Geheimnisses zu gelangen, müsse jeder der Suchenden zuerst sein eigenes Ego völlig aufgeben, bis die Gruppe nur noch ein einziges, gemeinsames Bewusstsein habe. Nach einer gemeinsamen, entbehrungsreichen Reise gelingt dies schließlich. Die Gruppe ist nun bereit, in See zu stechen und zur Lotusinsel zu fahren, wo sich der Heilige Berg befindet.
Dort werden die Suchenden zunächst von falschen Erleuchteten und Versuchungen erwartet. Als sie diese unbeirrt hinter sich lassen, muss sich jeder mit psychischen Qualen auseinandersetzen. Dennoch kommen sie dem Gipfel des Heiligen Berges immer näher. Kurz bevor sie ihr Ziel erreichen, enthüllt der Alchemist dem Dieb, dass die Prostituierte der Gruppe heimlich gefolgt ist. Der Dieb solle nun die Suche beenden und stattdessen mit ihr zusammen umkehren. Die anderen Gefährten hingegen erreichen den Gipfel und finden tatsächlich einen runden Tisch, an dem neun verhüllte Gestalten sitzen. Hier geschieht allerdings etwas völlig Unerwartetes: Acht der Gestalten sind lediglich Puppen und die neunte Person ist Jodorowsky selbst, der jetzt nicht mehr als fiktiver Alchemist agiert, sondern als realer Regisseur. Auf seine Anweisung hin wird die Kamera zurückgefahren und das Filmset wird sichtbar. Jodorowsky beendet die Fiktion endgültig mit der Aussage, die Erleuchtung könne nicht auf einem heiligen Berg gefunden werden, sondern nur im eigenen Selbst.

## Hintergrund
- Drei Jahre vor Montana Sacra hatte Jodorowsky den Western El Topo gedreht, der in den Vereinigten Staaten rasch zum Kultfilm avancierte. John Lennon war so begeistert von dem Werk, dass er den ehemaligen Beatles-Manager Allen Klein überzeugen konnte, Jodorowskys nächsten Film zu finanzieren.
- Die Produktionskosten waren ursprünglich mit 1,5 Millionen US-Dollar angesetzt. Damit wäre Montana Sacra die bis dahin teuerste mexikanische Filmproduktion geworden. Die tatsächlichen Kosten beliefen sich aber nur auf etwa die Hälfte.
- Vor Drehbeginn verbrachte Jodorowsky eine Woche ohne Schlaf unter der Anweisung eines Zen-Meisters und einen Monat in der Gemeinschaft mit den Schauspielern.
- Die Rolle des Diebes sollte ursprünglich George Harrison übernehmen. Er sagte jedoch ab, da er keine Nacktszenen drehen wollte.
- 2005 schlüpfte Jodorowsky noch einmal in die Rolle des Alchemisten und vollzog als solcher die Trauung von Marilyn Manson und Dita Von Teese.

## Kritiken
„Jodorowskys ‚Holy Mountain‘ ist ein überwältigendes, mystizistisches Werk voller Zynismus und ausschweifenden Bildern. Bebilderte, phantasmagorische Imagination und drogenbeeinflusste Kreativität fusionieren hier zu einem grotesken Zirkus voller exquisiter Kuriositäten und religiöser Anspielungen.“